# قراول تبة
قراول تبة (بالفارسية: قراول‌تپه) هي قرية تقع في غلستان في إيران. يقدر عدد سكانها بـ 430 نسمة بحسب إحصاء 2016.